# Gonatista major
Gonatista major är en bönsyrseart som beskrevs av Andrew Nelson Caudell 1912. Gonatista major ingår i släktet Gonatista och familjen Liturgusidae. Inga underarter finns listade i Catalogue of Life.